# قلقوچان
قلقوچان، روستایی است از توابع بخش مرکزی شهرستان چناران در استان خراسان رضوی ایران.

## جمعیت
این روستا در دهستان چناران قرار داشته و براساس سرشماری سال ۱۳۸۵جمعیت آن ۲۸۷نفر (۷۵خانوار) بوده است.